# Liste du patrimoine du bourg de Chatan
Liste du patrimoine culturel et naturel du bourg de Chatan (préfecture d'Okinawa, Japon), distribué en trois catégories : 
- Patrimoine matériel et monuments,
- gusukus et
- sites archéologiques.

Le bourg de Chatan inclut actuellement huit éléments considérés comme patrimoine culturel et monuments, désignés ou enregistrés au niveau national ou municipal, deux gusukus identifiés et soixante et un sites archéologiques.

## Patrimoine culturel et monuments, désignés ou enregistrés

### Patrimoine matériel

#### Résidence Chatan Uchinā-yā

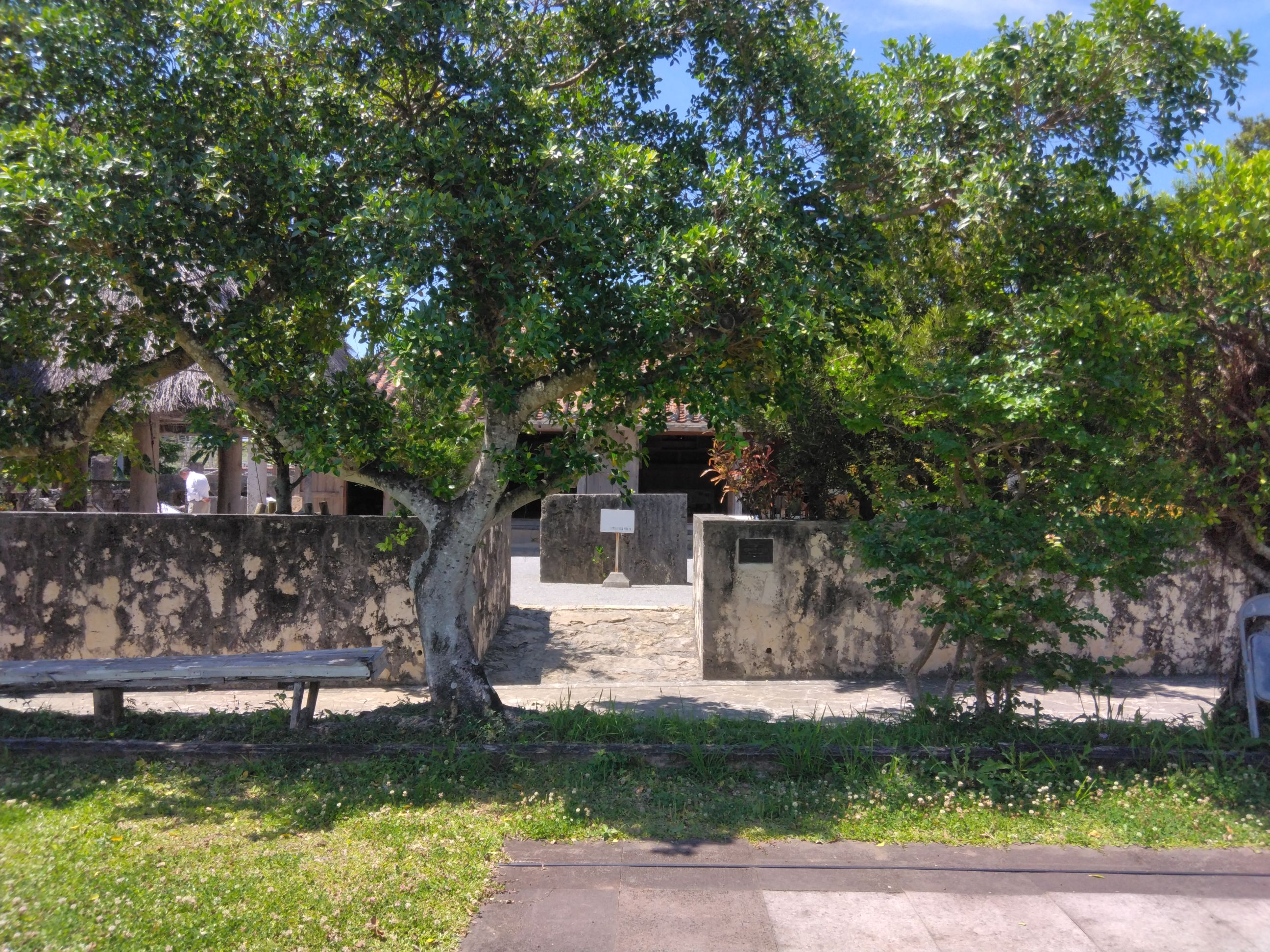
Chatan Uchinā-yā vue de l'extérieur

Adresse : 904-0101 Chatan, Aza Kamisedo 830-2 (loc. 26° 19′ 41″ N, 127° 46′ 06″ E)
Chatan Uchinā-yā (lit. « la maison okinawaienne de Chatan ») est un complexe incluant des bâtiments provenant de divers endroits et restaurés pour recréer une résidence ryūkyūane traditionnelle. Elle inclut le bâtiment principal de l’ancienne résidence Medoruma et les latrines-porcherie (fūru) de l’ancienne résidence Sakihara, ainsi qu’un grenier à plancher surélevé, une presse à canne à sucre et un puits. 

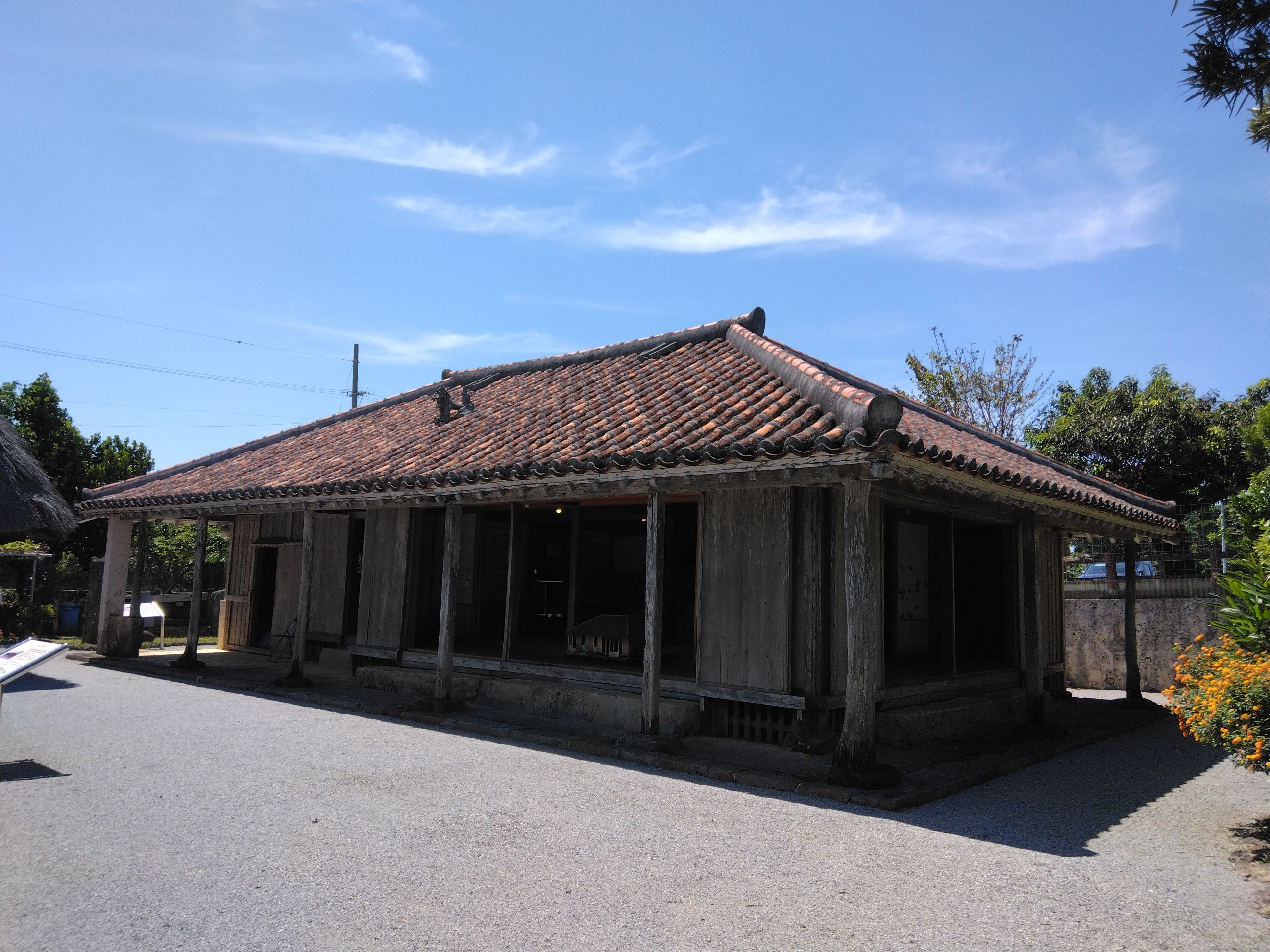
Bâtiment principal de Chatan Uchinā-yā

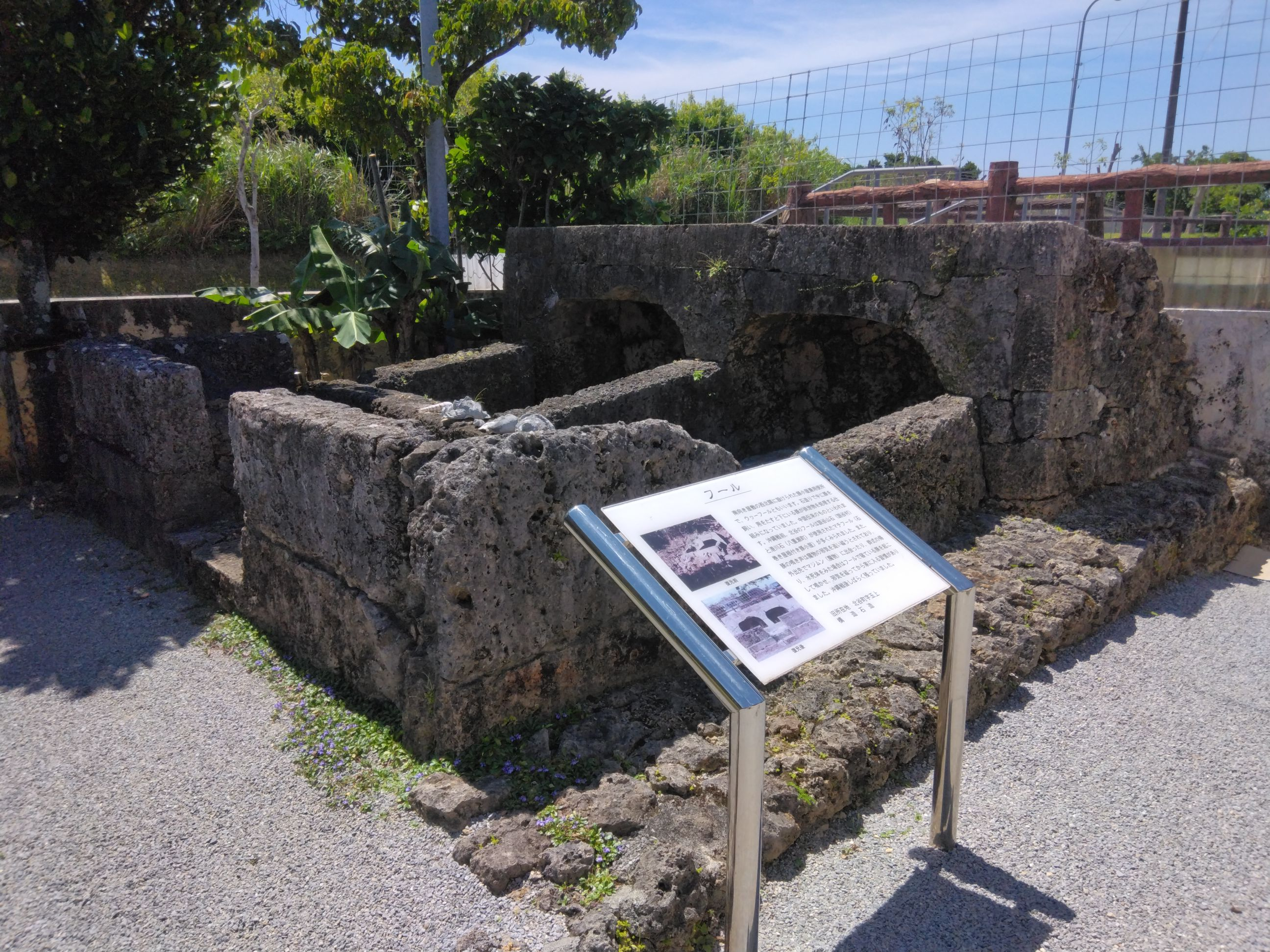
Latrines-porcherie de Chatan Uchinā-yā

Le bâtiment principal et le fūru ont été enregistrés comme patrimoine matériel national en février 2012 sous les noms de « bâtiment principal de la résidence Chatan Uchinā-yā, bâtiment principal de l’ancienne résidence Medoruma » (北谷町うちなぁ家主屋 旧目取真家住宅主屋) et « latrines-porcherie de la résidence Chatan Uchinā-yā, latrines-porcherie de l’ancienne résidence Sakihara » (北谷町うちなぁ家ふーる 旧崎原家住宅ふーる).
Le bâtiment principal de la résidence Medoruma a été offert au Comité d’Éducation de Chatan par la famille en 1993. Il s’agit d’un bâtiment en bois couvert de tuiles rouges qui a été construit en 1890. Il a été déplacé en 2005 depuis son emplacement originel dans l’aza de Yoshihara (bourg de Chatan) vers son emplacement actuel, et rénové. Il couvre 104 mètres carrés et a été construit en suivant les règles définies par l’administration du Royaume de Ryūkyū concernant les résidences (Loi sur les limitations pour les zones résidentielles et les résidences (敷地家屋の制限令), 1737) : la surface des maisons et de chaque pièce est fixée selon le rang du propriétaire (pas plus de six tatamis par pièce pour la maison d’un roturier). La couverture de tuiles était aussi interdite aux roturiers jusqu’à l’abrogation de la loi en 1889.

La maison a une partie résidentielle à l’est composée de deux pièces principales et une pièce à l'arrière (ichibanzā, nibanzā et kucha) et une cuisine à l’ouest.

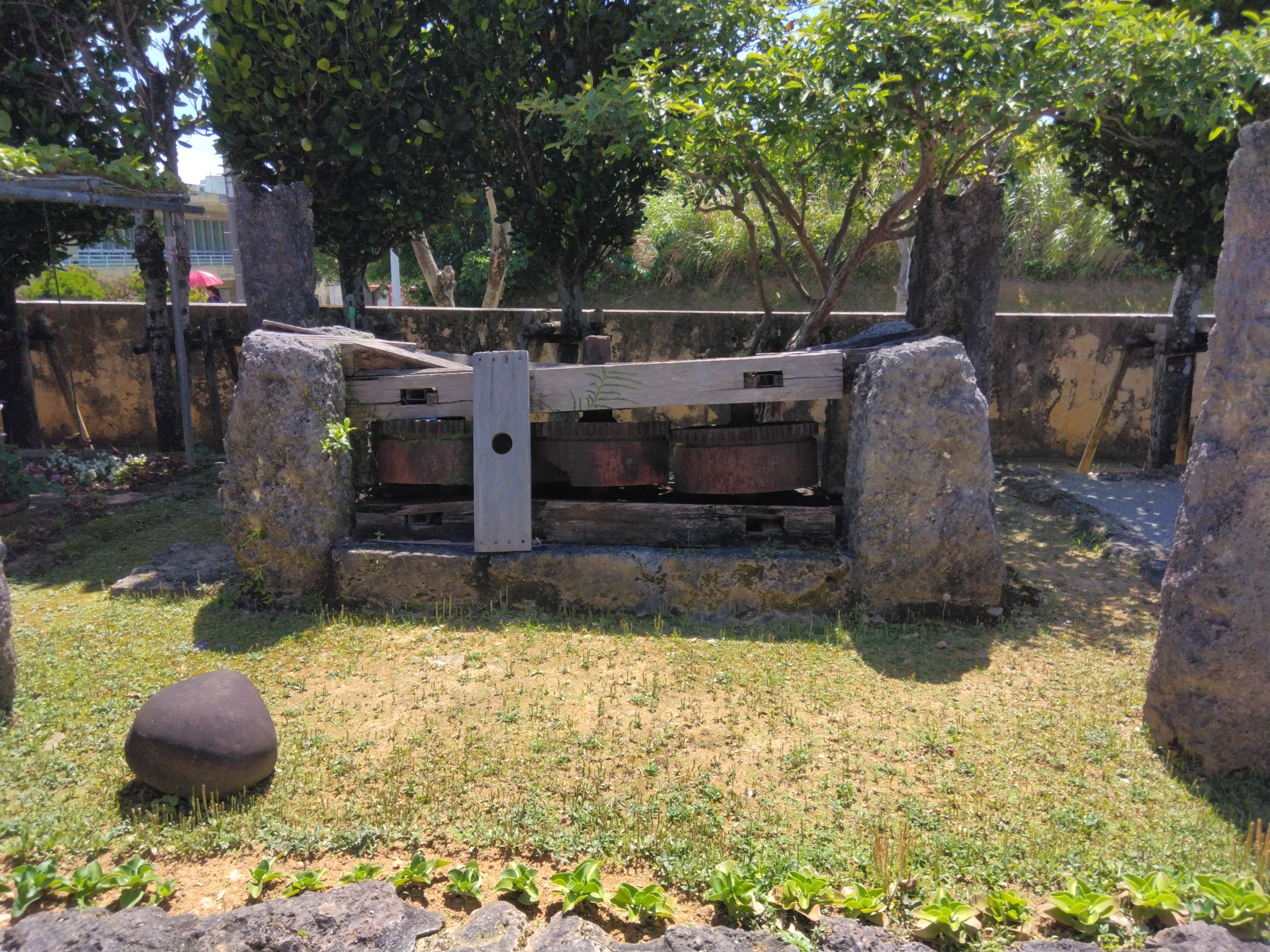
Presse à canne à sucre de Chatan Uchinā-yā

Les latrines-porcherie (fūru ou uwāfūru) viennent de la résidence Sakihama dans l’aza Tamagami (bourg de Chatan). Elles ont été installées dans le coin nord-ouest de la résidence, où elles sont traditionnellement placées. Elles sont construites et pavées en pierres de taille calcaire et incluent deux stalles avec un toit en arche au fond.

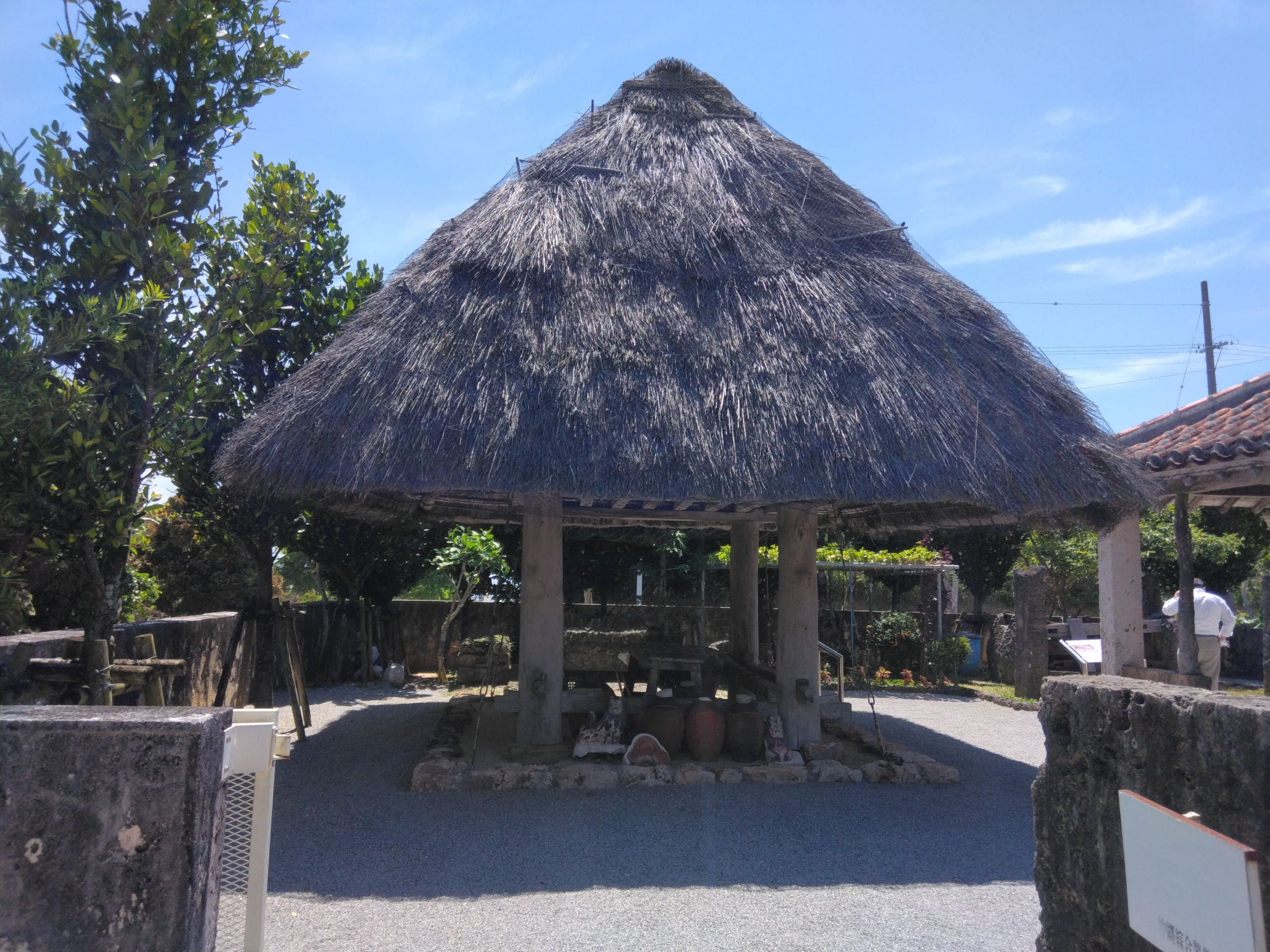
Grenier à plancher surélevé de Chatan Uchinā-yā

Les fondations de la presse à canne à sucre sont également en pierres, et ses engrenages en fer datent des années 1880. Cette presse a été utilisée jusqu’après la seconde guerre mondiale. Une étable traditionnelle est évoquée autour de la presse à canne à sucre, avec quatre piliers en pierre massifs. La structure complète devrait être couverte d’un toit en chaume et comporter plusieurs partitions en bois pour le bétail. 
Le grenier à plancher surélevé était originellement à Amami (Man’ya à Kasari (en)). Tous les greniers de Chatan ayant été détruits pendant la seconde guerre mondiale, il n’a pas été possible de s’en procurer un localement.
Seuls le bâtiment principal et le fūru sont actuellement enregistrés comme patrimoine matériel national.

#### Source Chibu-gā
Adresse : 904-0107 Chatan, Aza Ōmura (loc. 26° 18′ 19″ N, 127° 46′ 20″ E)
La source Chibu-gā (ちぶ川) est désignée comme patrimoine matériel au niveau municipal.

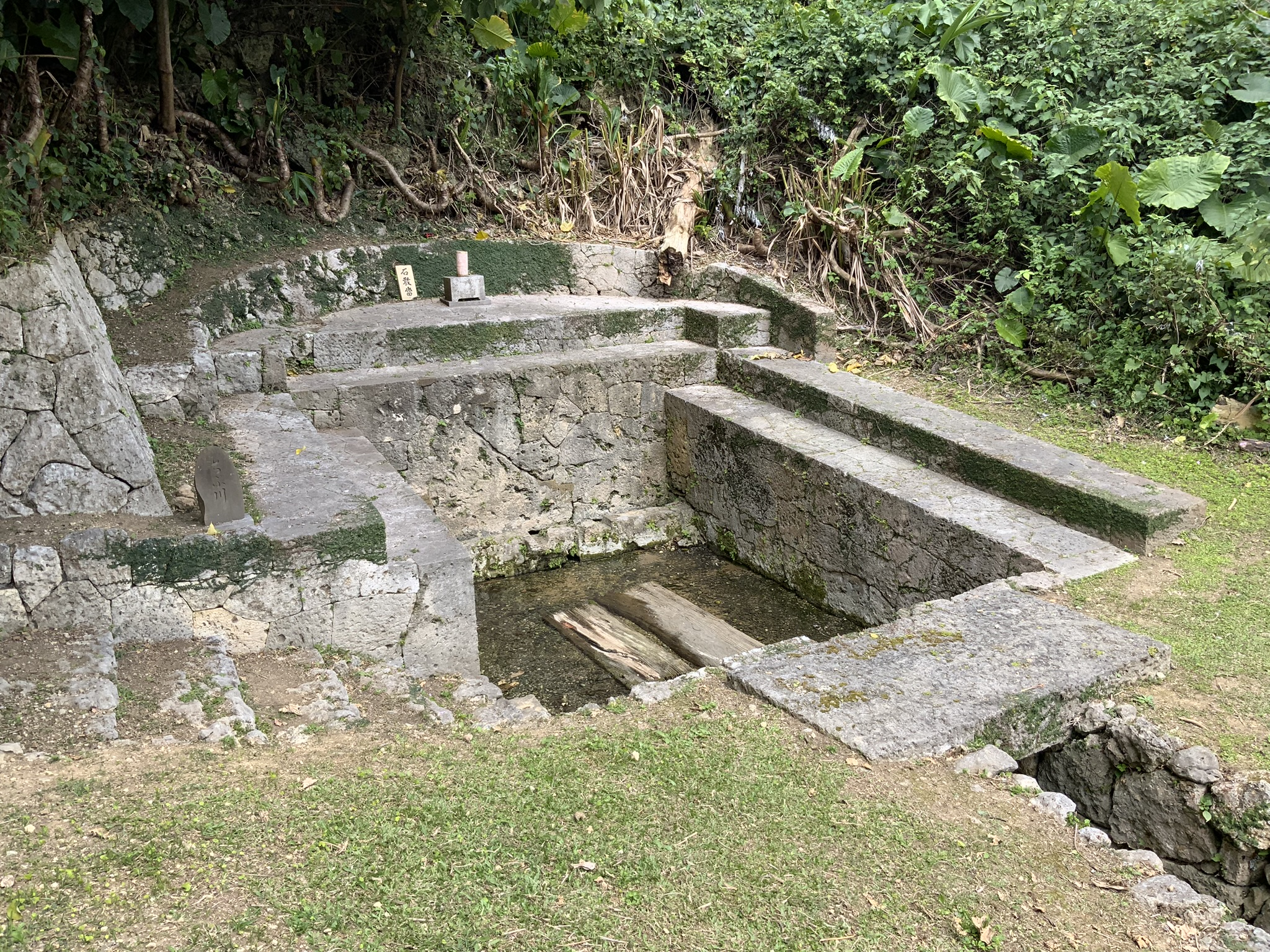
Source Chibu-gā

Chibu-gā était située dans la partie orientale du village de Tamēshi (actuellement Tamayose). Après la seconde guerre mondiale, cette zone a été saisie par les forces américaines et la source est actuellement à l’intérieur du Camp Foster.
Chibu-gā était la source depuis laquelle l’eau pour les accouchements, les premiers bains des nouveau-nés et le rituel de mijinadī pour les enfants était puisée et elle est également appelée ubu-gā ou nbu-gā (« la source de naissance »). Elle fournissait également l’eau sacrée wakamiji du nouvel an, et l’eau potable pour la consommation quotidienne. Deux planches en bois (dīji) flottaient sur l’eau du bassin principal pour faciliter la lessive. Elles étaient en pin de Ryūkyū, recyclées depuis la presse à canne à sucre du village:85.
Chibu-gā ne tarissait pas, même pendant les longues sécheresses. Elle était utilisée par les habitants de Tamēshi, mais également ceux des villages adjacents de Chatan et  Rindō.
La source a été ensevelie pendant les travaux de construction de la Route Préfectorale 130 mais a été restaurée en 2004 et désignée comme patrimoine matériel municipal la même année. Comme le brûle-encens associé était à l’origine à l’emplacement de la nouvelle route préfectorale, il a été déplacé et installé sur le côté de la source.
Deux types de maçonneries peuvent être observées dans les murs de pierres de Chibu-gā : l’appareil rectangulaire (布積, nuno-tsumi) et l’appareil polygonal (相方積, aikata-tsumi). L’eau est d’abord collectée dans un petit bassin avant dêtre versée dans le bassin principal à travers trois goulots d’écoulement. L’accès à la source se fait par le devant du bassin principal, sur sa gauche, par des escaliers comporant neuf marches. Bien que la source soit probablement plus ancienne, la maçonnerie en pierre taillée date de la fin du XVIIIe siècle ou début du XIXe siècle.
Chibu-gā est encore actuellement un lieu sacré. Des prières appelées kā-ugami (« prières du puits ») sont effectuées à la source par les membres de la maisonnée de la Noro de Chatan chaque année le troisième jour du premier mois et le onzième jour du huitième mois du calendrier lunaire. Il y a également des prières à cette source pour le festival Ningwachā du deuxième mois du calendrier lunaire, par les membres de la maisonnée de la Noro de Chatan et les habitants du village.
La source a été hors d’accès pendant plusieurs décades et le lieu de prière avait été déplacé dans le « Lieu de Prière Commun du village Tamayose » dans le complexe rituel de Chatan Chōrōyama (Chatan, Ōmura Tamayosebaru 14). Lors de la rénovation de 2004, un brûle-encens a été placé de nouveau près de la source:87.

### Patrimoine ethnologique

#### Agari-nu-utaki
Adresse : 904-0107 Chatan, Aza Ōmura, Gusukubaru 369 (loc. 26° 18′ 32″ N, 127° 45′ 57″ E)

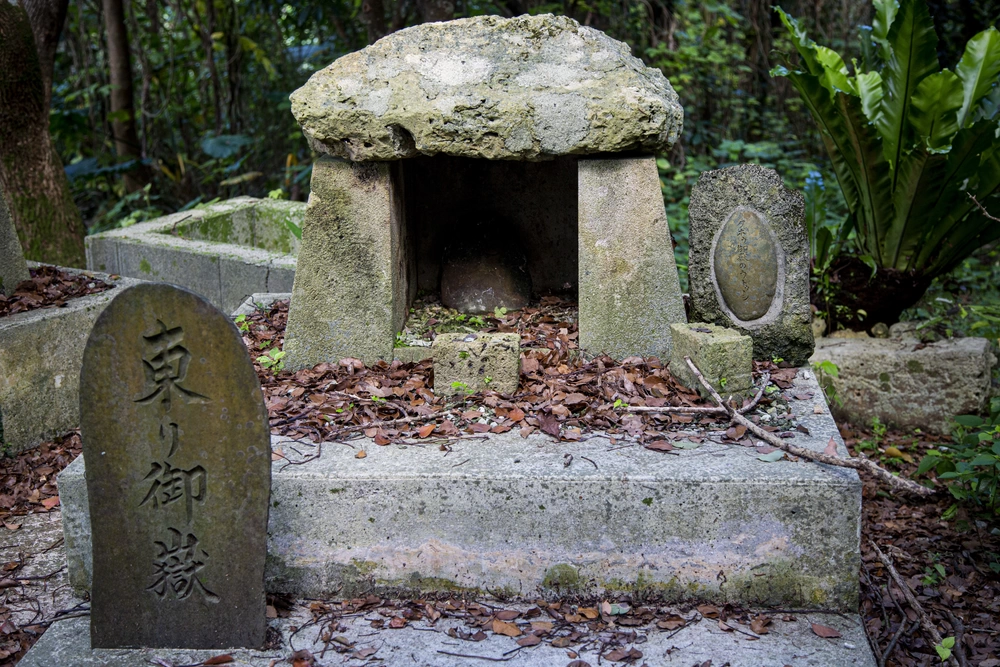
Agari-nu-utaki dans le gusuku de Chatan

Agari-nu-utaki ou Agari Utaki (lit. « le site sacré de l’est ») est désigné comme patrimoine etchnologique au niveau municipal sous le nom de Agari-nu-utaki (dans Chatan Gusuku) ((北谷城内「東ノ御嶽」).

Il s’agit de l’un des sites sacrés situés à l’intérieur du gusuku de Chatan. Après la seconde guerre mondiale, les terres ont été saisies par les forces américaines et un autel de transfert de prières a été installé pour Agari-nu-utaki dans le complexe rituel de Chatan Chōrōyama en 1960. En 1993, bien que toujours à l’intérieur du Camp Foster, le site sacré a été reconstruit dans la partie méridionale de la troisième enceinte du gusuku de Chatan. Le site a été désigné comme « patrimoine ethnologique municipal » par le bourg de Chatan en 2004:91,:71.

La zone du gusuku de Chatan a été rétrocédée au Japon en 2020 mais l’accès est toujours strictement contrôlé par le Bureau de la Défense japonais.

#### Chatan Tun
Adresse : 904-0107 Chatan, Aza Ōmura, Gusukubaru 369 (loc. 26° 18′ 32″ N, 127° 45′ 57″ E)
Chatan Tun, désigné localement simplement sous le nom de Tun (lit. « la résidence ») est désigné comme patrimoine ethnologique au niveau municipal sous le nom de Site sacré du Tun (dans Chatan Gusuku) (北谷城内「殿」).

Il s’agit de l’un des sites sacrés situés à l’intérieur du gusuku de Chatan. Après la seconde guerre mondiale, les terres ont été saisies par les forces américaines et un autel de transfert de prières a été installé pour Chatan Tun dans le complexe rituel de Chatan Chōrōyama en 1960. En 1993, bien que toujours à l’intérieur du Camp Foster, le site sacré a été reconstruit dans la partie sud-ouest de la troisième enceinte du gusuku de Chatan, environ 15 mètres au nord-est de son emplacement d’origine. Le site a été désigné comme « patrimoine ethnologique municipal » par le bourg de Chatan en 2004:94,:72.

La zone du gusuku de Chatan a été rétrocédée au Japon en 2020 mais l’accès est toujours strictement contrôlé par le Bureau de la Défense japonais.

### Sites historiques

#### Gusukude Chatan
Adresse : 904-0107 Chatan, Aza Ōmura, Gusukubaru (loc. 26° 18′ 34″ N, 127° 46′ 01″ E)
Le site du château de Chatan (北谷城跡) a été désigné comme Site Historique National le 26 mars 2021.

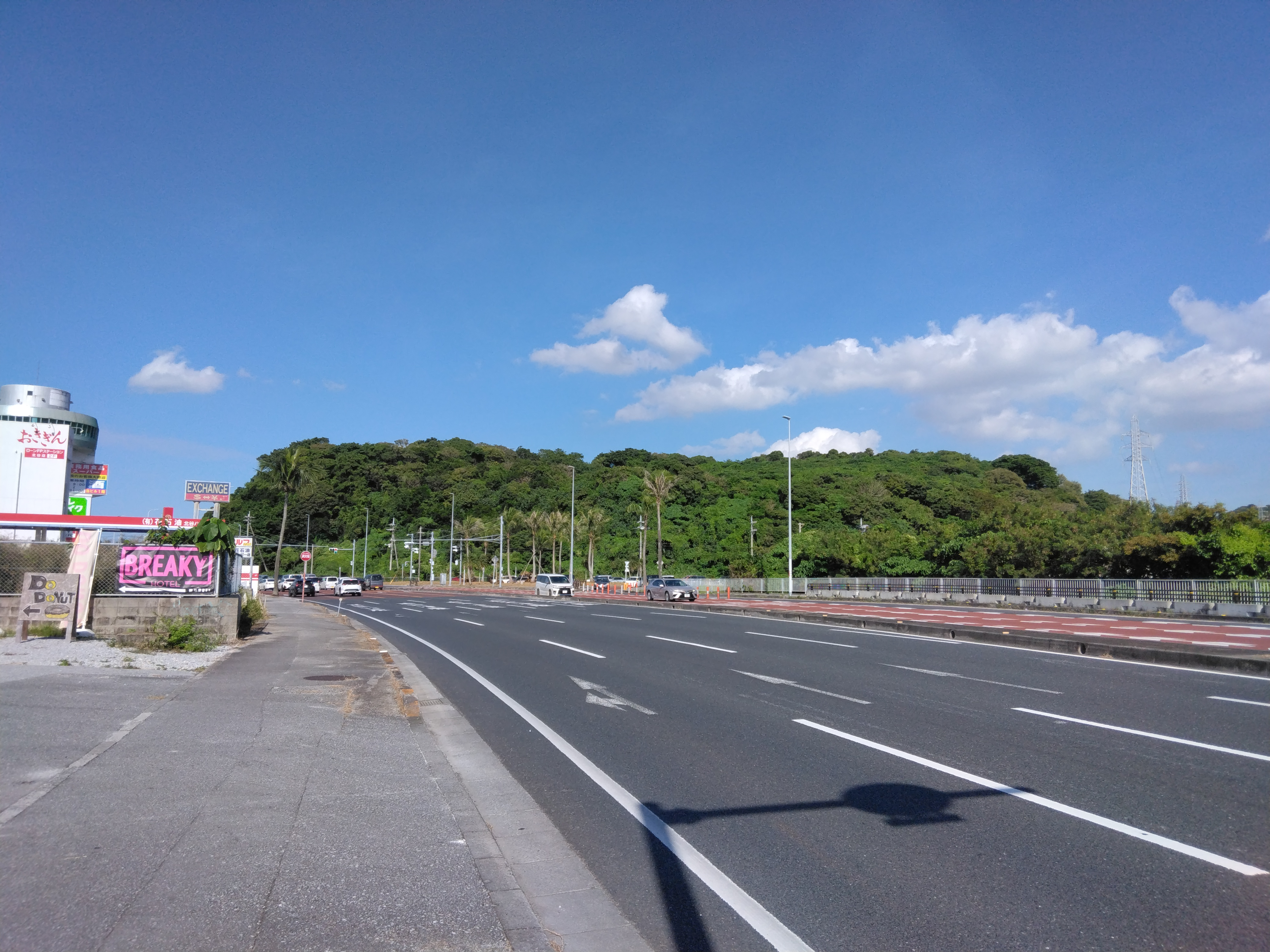
Vue du gusuku de Chatan

Le gusuku de Chatan est une forteresse de Chūzan qui a été utilisée entre la seconde moitié du XIIIe siècle et la première moitié du XVIe siècle. Il est situé dans la partie méridionale du bourg de Chatan, sur une colline qui domine le paysage le long de la côte occidentale de l’île d’Okinawa, bordée par la rivière Shirahi-gawa au nord.

Les ruines mesurent environ 500 mètres de long est-ouest et entre 30 et 100 mètres de large nord-sud, et consistent en cinq enceintes avec leurs structures associées. Sa taille en fait l’un des plus grands gusukus de l’île d’Okinawa, après Shuri, Nakijin, Itokazu et Nanzan.

Les murs présentent différents types de maçonnerie, essentiellement l’appareil irrégulier (野面積, nozura-tsumi) et l’appareil rectangulaire (布積, nuno-tsumi). Les vestiges du bâtiment résidentiel ont été identifiés et le site a livré une large quantité de grès et de porcelaine obtenus par commerce avec l’étranger,.
Les villages de Chatan, Tamēshi (actuellement Tamayose) et Rindō, qui se développaient au sud du gusuku de Chatan avant la seconde guerre mondiale étaient considérés comme directment liés au gusuku.
Il s’agit d’un site important pour l’histoire ryūkyūane, à commencer par l’époque Sanzan, c’est la raison pour laquelle il a été désigné Site Historique National.

#### Site archéologique d’Hamagawa Ugan

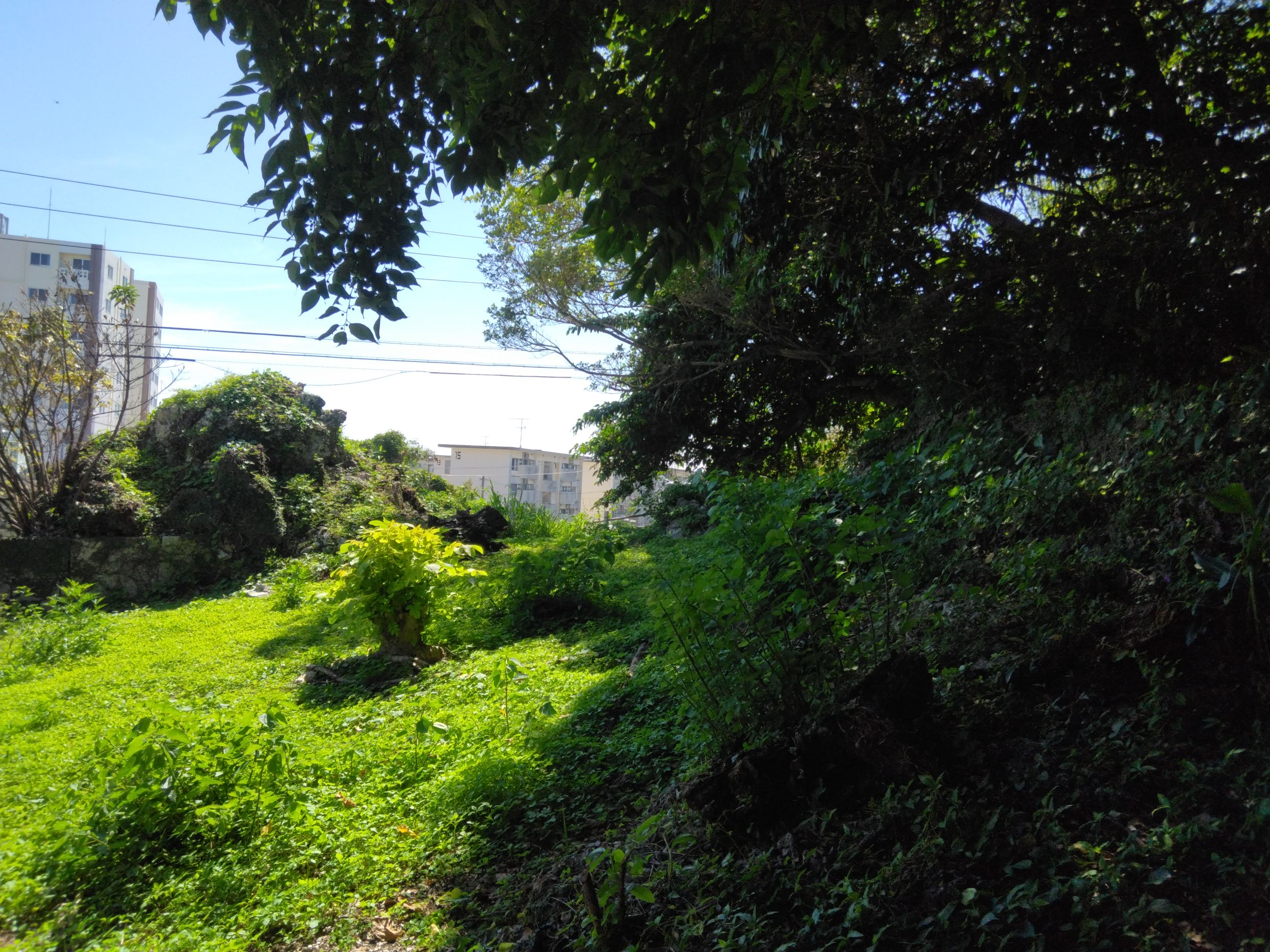
Site archéologique d'Hamagawa Ugan au pied du site sacré

Adresse : 904-0112 Chatan, Aza Hamagawa, Senbaru 47 (loc. 26° 19′ 37″ N, 127° 45′ 11″ E) 
Le site archéologique d’Hamagawa Ugan (浜川ウガン遺跡) est désigné comme site historique au niveau municipal.

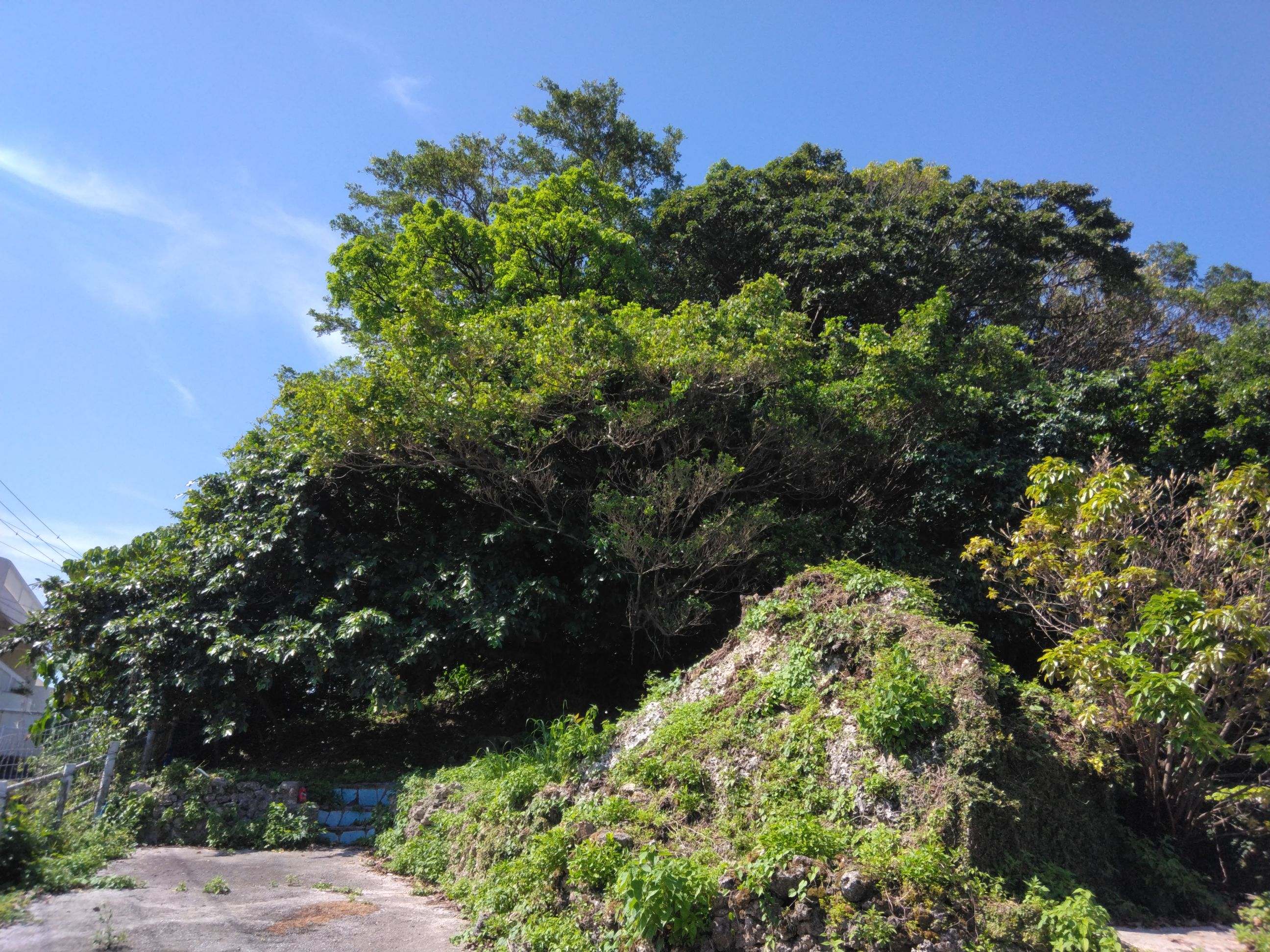
Vue générale du site sacré d'Hamagawa Ugan

Hamagawa Ugan (également « Hamagā Ugan »), l’un des sites sacrés du village d’Hamagawa, est un promontoire de calcaire mesurant environ 15 mètres de long, 10 mètres de large et 10 mètres de haut, situé à la jonction entre la Route Nationale 58 et la Route Préfectorale 23. Il correspond au site sacré nommé « Shimamuiyoriage-no-taki » (島森ヨリアゲノ嶽) dans le Ryūkyū-koku yurai-ki,.
Le site archéologique est situé au sud de la colline, au pied de la pente et consiste en un amas coquillier de coquillages marins qui a livré de la poterie avec des « fonds plats resserrés » caractéristique du Kaizuka Récent (VIIIe – Xe siècles). Le site est remarquable pour la découverte d’éléments de parure faits de coquillages cauris, comparables à ceux trouvés sur le site archéologique du Point No. 7 dans le groupe de sites archéologiques de l’île de Gushikawa (village d’Izena). Les artefacts ne sont associés avec aucune structure archéologique induisant une occupation résidentielle. Bien qu’il soit possible que les artefacts soient tombés depuis le haut du promontoire d’Hamagawa Ugan, il est assez peu probable qu’il y ait eu un habitat au sommet, étant donné la difficulté d’accès et l’étroitesse de l’espace,.
Le site archéologique d’Hamagawa Ugan est considéré comme important car il pourrait s’agir de dépôts rituels non associés à une occupation résidentielle. De tels sites sont rares dans l’archéologie ryūkyūane pour cette période, l’unique autre exemple étant celui du site contemporain de l’amas coquillier d'Agigitara à Izena,.

#### Site archéologique d’Ireibaru
Adresse : 904-0102 Chatan, Ihei 1-11 (loc. 26° 19′ 27″ N, 127° 45′ 30″ E)

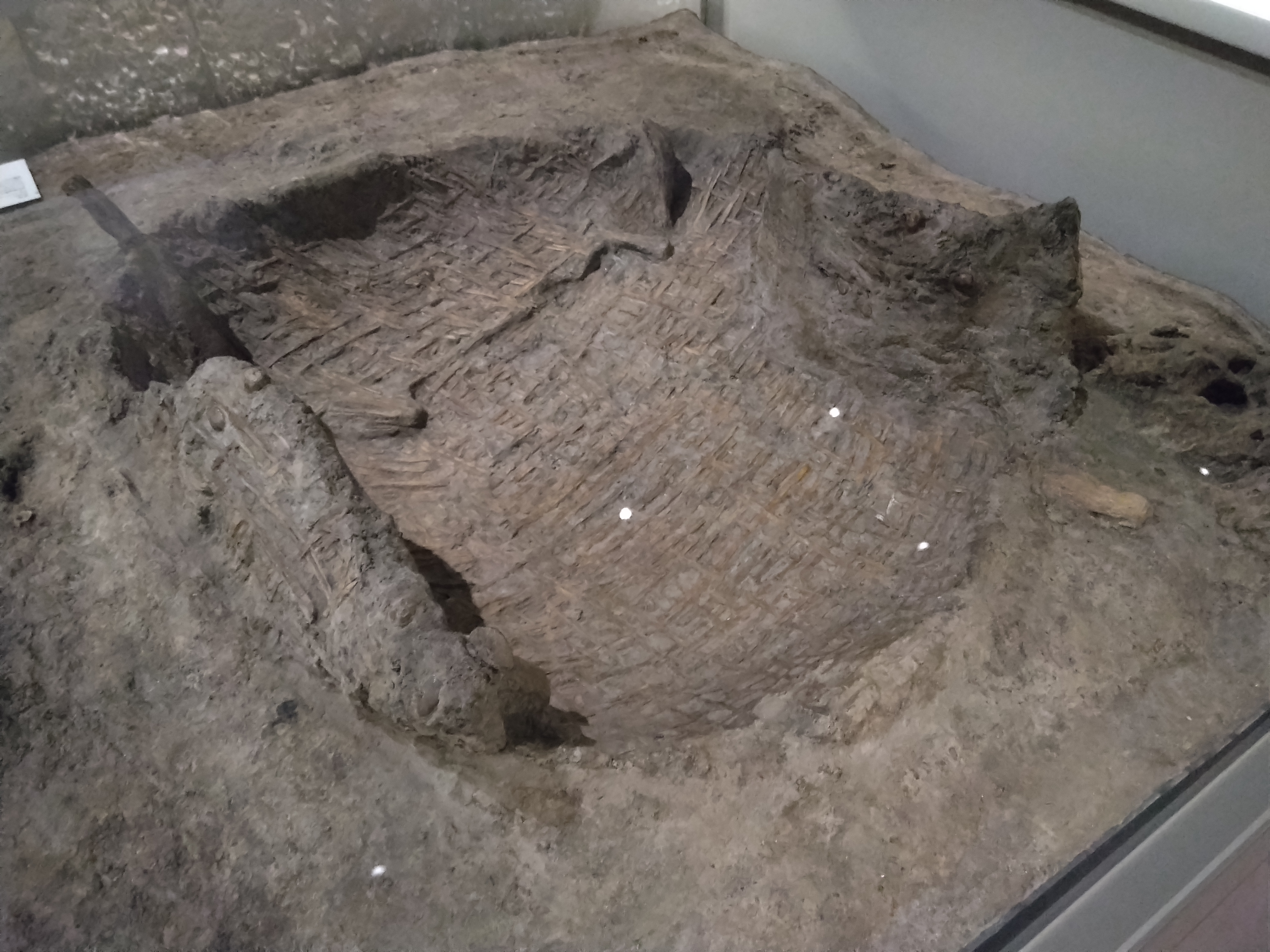
Panier en bambou de la période Kaizuka trouvé dans les contextes humides du site d’Ireibaru

Le site archéologique d’Ireibaru (伊礼原遺跡) a été désigné comme Site Historique National le 22 février 2010.
Un projet d’étude de trois ans couvrant 40,5 hectares dans le nord du Camp de Kuwae, débuté en 1995, a mis au jour dix sites archéologiques et six dépotoirs archéologiques, parmi lesquels deux sites forment le site archéologique d’Ireibaru.
Ireibaru comporte des occupations qui se succèdent sur une période d’environ 7000 ans, pendant la période Kaizuka et la période Gusuku, ce qui le rend particulièrement important pour l’archéologie ryūkyūane. Ireibaru est également le seul site de Ryūkyū continuellement occupé pendant toute la durée de la période Kaizuka. 
Le site a fourni des graines, des céréales et du mobilier en bois, qui sont en général mal conservés sur les sites archéologiques, ainsi que les os de poissons et d’animaux et des coquillages, ce qui a rendu possible la reconstruction de l’évolution de l’environnement.

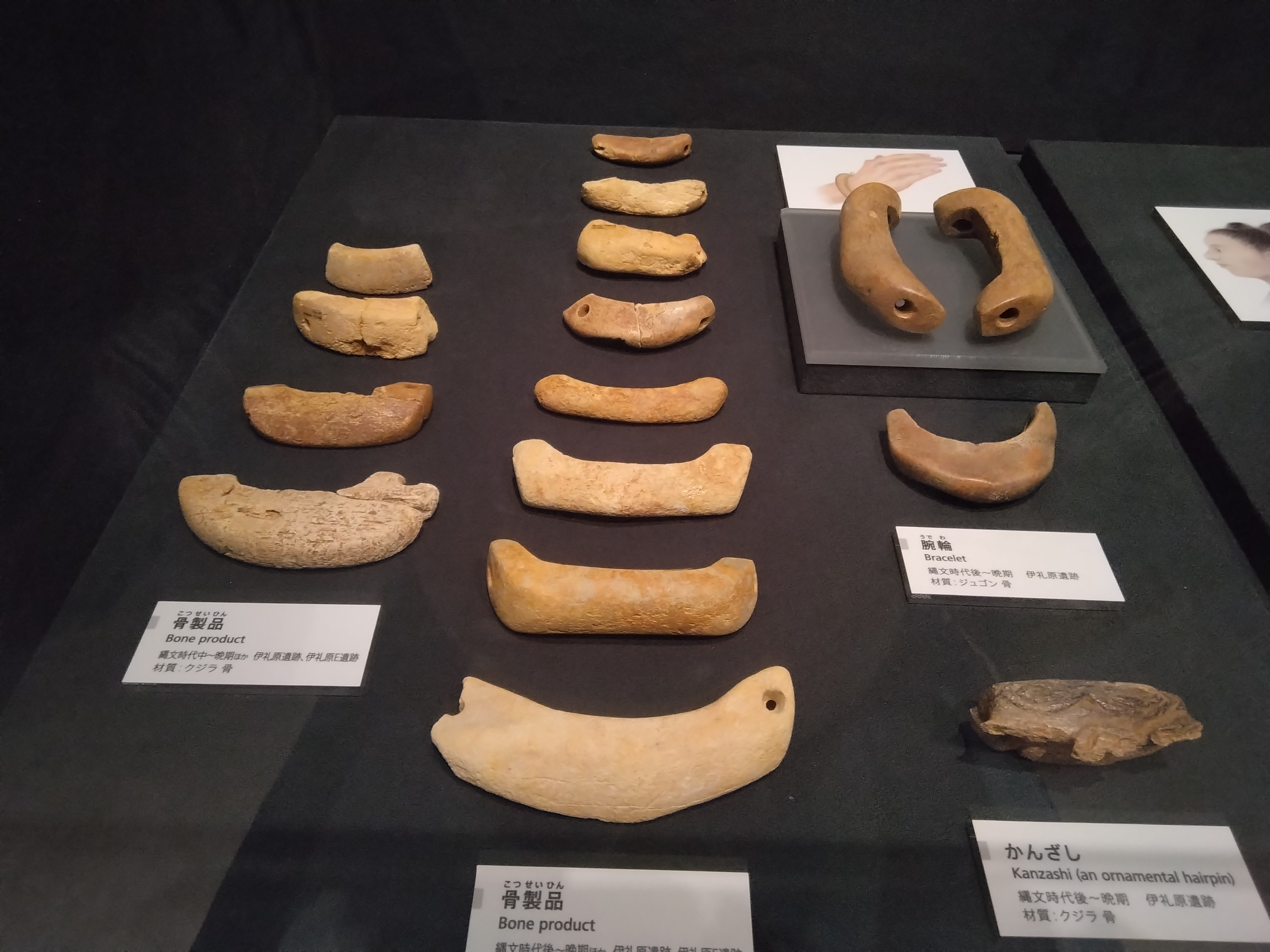
Bracelets composites et éléments de parure en os d’animaux de la période Kaizuka trouvés sur le site d’Ireibaru

Ces particularités expliquent la désignation du site comme Site Historique National en 2010,.
Le site est situé sur des terres basses qui s’étendent du pied des collines à la mer, avec une source au pied des collines qui fournissait une quantité importante d’eau potable. Il est également idéalement situé pour exploiter à la fois les ressources marines et terrestres. Cet emplacement particulier pourrait expliquer pourquoi il a été favorisé par des populations de périodes si différentes.
Les zones marécageuses baignées par les eaux de la source ont été utilisées d’abord pour la collecte et ensuite pour la production de nourriture, avec le développement d’une mangrove naturelle, suivie par des rizières. Les zones plus élevées, ou des dunes de sable se sont petit à petit développé, ont été choisies pour l’installation d’habitats. Les habitats semblent se déplacer au cours du temps le long de la dune de sable, mais la zone est occupée constamment du Kaizuka Ancien à la seconde guerre mondiale.

## Gusukusdans le bourg de Chatan

### Gusukude Chatan
(japonais : 北谷グスク)

### Gusukud’Ichi
Adresse : 904-0105 Chatan, Aza Yoshihara, Agariujibaru / Iriujibaru (loc. 26° 18′ 38″ N, 127° 45′ 49″ E)
Situé juste au nord-ouest du gusuku de Chatan, sur une petite colline sur l’autre rive de la rivière Shirahi-gawa, Ichi Gusuku (池グスク) est considéré comme un avant-poste du gusuku de Chatan:24. Tout comme Chatan Gusuku, Ichi Gusuku a joué un rôle majeur dans la résistance à l’invasion par Satsuma en 1609,. Il a été complètement détruit pendant la construction de la Route Militaire No.1 / Route Gouvernementale No.1 (actuellement Route Nationale 58) après la seconde guerre mondiale:24.
La colline comportait plusieurs autres sites sacrés comme un site Bijuru et la tombe d’Ukkā Aji (Ōkawa Aji), qui ont été déplacés.

## Sites archéologiques dans le bourg de Chatan

### Amas coquillier de Sunabe
(japonais : 砂辺貝塚) Adresse : 904-0111 Chatan, Aza Sunabe, Son’naibaru 147, 502-505. (loc. 26° 20′ 04″ N, 127° 44′ 58″ E)

Le site a été découvert après la seconde guerre mondiale quand les forces américaines ont installé une carrière de pierre dans la zone. Il a longtemps été considéré comme complètement détruit par la carrière mais des sondages archéologiques en 1986 ont prouvé qu’il était plus étendu qu’originellement suspecté. Les vestiges principaux correspondent à un habitat du Kaizuka Ancien Phase IV à V, dont les vestiges d’une habitation quadrangulaire pavée avec des galets de grès, mais le mobilier collecté provient de toutes les phases de la période Kaizuka. Les niveaux supérieurs ont livré de la céramique Kina et des os de vaches de la période moderne, probablement en relation avec une ancienne route:10-13.

### Amas coquillier de Sunabe Sākubaru
(japonais : 砂辺サーク原貝塚) Adresse : 904-0111 Chatan, Aza Sunabe, Sākubaru 770. Actuellement dans la base aérienne de Kadena. (loc. 26° 20′ 18″ N, 127° 44′ 53″ E)

Le site a été découvert en 1980 par des ouvriers qui installaient des câbles électriques souterrains. Un archéologue envoyé sur place a pu observer les contextes archéologiques dans les tranchées creusées pour les câbles. Plusieurs tessons de poterie du Kaizuka Récent et deux haches en pierre ont été collectées:6.

### Complexe de tombes anciennes d’Agariujibaru
(japonais : 東宇地原古墓群) Adresse : 904-0105 Chatan, Aza Yoshihara, Agariujibaru 1124. (loc. 26° 18′ 49″ N, 127° 46′ 03″ E)

Groupe de tombes des périodes moderne et contemporaine (pré-seconde guerre mondiale) étudiées dans le cadre de travaux pour la construction d’une route municipale.

### Complexe de tombes anciennes de Maehara
(japonais : 前原古墓群) Adresse : 904-0103 Chatan, Aza Kuwae, Mēbaru 978-2, 1070. Actuellement dans le Camp de Kuwae (loc. 26° 18′ 51″ N, 127° 45′ 58″ E)

Groupe de huit tombes dans les falaises d’une colline de 10 à 20 mètres de haut
:22.

### Complexe de tombes anciennes de Yamagābaru
(japonais : 山川原古墓群) Adresse : 904-0107 Chatan, Aza Ōmura, Yamagābaru 448, 450, 454. (loc. 26° 18′ 34″ N, 127° 46′ 18″ E)

Groupe de tombes anciennes le long de la rivière Shirahi-gawa, près du gusuku de Chatan, dont six ont été étudiées. Toutes les tombes étudiées ont été creusées dans la falaise et fermées par des murs de pierres. La plupart des ossements ont été récupérés par les familles quand le territoire a été réquisitionné par les forces américaines. Les urnes funéraires ont été abandonnées devant les tombes. Trente-cinq des urnes funéraires avaient des inscriptions funéraires qui ont permis de dater les plus anciennes entre 1715 et 1725:32-33,.

### Complexe de tombes anciennes d’Ufusakubaru
(japonais : 大作原古墓群) Adresse : 904-0102 Chatan, Aza Ihei, Ufusakubaru 538. Actuellement dans la base aérienne de Kadena. (loc. 26° 19′ 41″ N, 127° 45′ 29″ E)

Groupe de dix-sept tombes des périodes moderne et contemporaine construites par les habitants d’Hanzan, Hamagawa et Irei.

### Complexe de tombes anciennes d’Uwīsedō /Shichasedō
(japonais : 上・下勢頭区古墓群) Adresse : 904-0101 Chatan, Aza Uwīsedō, Hanzan, Imuibaru / Aza Irei, Imuibaru, Aza Shichasedō, Hanzan, Shichasedōbaru. Actuellement dans la base aérienne de Kadena. (loc. 26° 19′ 51″ N, 127° 45′ 58″ E)

Groupe de cent quatre-vingt-six tombes (cent trente-six tombes principales et cinquante tombes temporaires) construites pour la plupart par les habitants d’Uwīsedō et Shichasedō, deux zones qui ont été peuplées par des familles nobles de Naha à partir du XVIIIe siècle. Le mobilier et les urnes funéraires trouvés dans les tombes suggèrent que les plus anciennes datent du milieu du XVIIe siècle et que la plupart d’entre elles ont été construites vers le début du XIXe siècle.
Le site inclut également une borne d’arpentage (印部石, shirubiishi) de la période du Royaume de Ryūkyū, un puits (Agari-gā) et deux résidences:15-18.

### Complexe de tunnels secrets pour bateaux-suicide de la rivière Shirahi-gawa
(japonais : 白比川沿いの特攻艇秘匿壕群) Adresse : 904-0107 Chatan, Aza Ōmura, Gusukubaru 374, 363, 357-1, Yoshihara 988, 1008. (loc. 26° 18′ 37″ N, 127° 45′ 59″ E)

Complexe de trente à quarante tunnels creusés en décembre 1944 dans les falaises le long de la rivière Shirahi-gawa pour abriter les bateaux-suicide qui devaient être utilisés par les forces japonaises en cas d’attaque de l’île d’Okinawa. Chaque tunnel devait abriter deux bateaux mais seulement une vingtaine de bateaux ont jamais été stationnés à cet endroit. Les bateaux ont été envoyés vers les îles Kerama la nuit du 29 mars 1945, aucun n’est revenu.

### Dépotoir archéologique de Chōrōyama
(japonais : 長老山遺物散布地) Adresse : 904-0107 Chatan, Aza Ōmura, Tamēshibaru 14. Actuellement dans le Camp Foster (loc. 26° 18′ 22″ N, 127° 46′ 06″ E)

Chatan Chōrōyama a été partiellement détruit par les lourdes modifications du paysage dues à la construction de la base militaire. Chōrōyama a été utilisé comme cimetière pour les prêtres du temple Jushōin et abritait en particulier la tombe de Nan'yō Shōkō, surnommé Chatan Chōrō, originaire de Tamēshi, qui a introduit le bouddhisme Rinzai  Myōshin-ji à Ryūkyū.

Le dépotoir a livré de la poterie gusuku, des coquillages marins, des bols de porcelaine blanche, des bols avec une glaçure de cendres et des fragments de tuiles:34,.

### Dépotoir archéologique de Kāshīnobonton
(japonais : カーシーノボントン遺物散布地) Adresse : 904-0111 Chatan, Aza Sunabe, Kashibaru 340. Actuellement dans la base aérienne de Kadena (loc. 26° 20′ 12″ N, 127° 45′ 10″ E)

La zone comporte une falaise avec des tombes anciennes. Le dépotoir archéologique a livré de la poterie Uzahama de la période Kaizuka:13.

### Dépotoir archéologique de Kuwae-nu-tun
(japonais : 桑江の殿遺物散布地) Adresse : 904-0103 Chatan, Aza Kuwae, Kumuibaru 278-279-280. Actuellement dans le Camp de Kuwae (loc. 26° 19′ 19″ N, 127° 45′ 46″ E)

Dépotoir archéologique essentiellemnt composé de poterie de la période Gusuku autour du site sacré de Kuwae-nu-tun, sur la rive gauche de la rivière Naru-kā:20-21.

### Dépotoir archéologique de l’estuaire de la rivière Shirahi-gawa
(japonais : 白比川河口遺物散布地) Adresse : 904-0116 Chatan, Aza Chatan 1-2. (loc. 26° 18′ 34″ N, 127° 45′ 46″ E)

Un tesson de poterie érodé trouvé en 1979:24.

### Dépotoir archéologique de Yoshihara-agarichimumatabaru
(japonais : 吉原東角双原遺物散布地) Adresse : 904-0105 Chatan, Aza Yoshihara, Agarichimumatabaru 931-1. (loc. 26° 18′ 39″ N, 127° 46′ 19″ E)

Découverte d’une hache de pierre:32-33.

### Dépotoir archéologique d’Hamagawa-senbaru-iwayama
(japonais : 浜川千原岩山遺物散布地) Adresse : 904-0112 Chatan, Aza Hamagawa, Hamagawa-senbaru 145, 157 (loc. 26° 19′ 45″ N, 127° 45′ 02″ E)

Groupe de tombes anciennes dans une falaise calcaire autour desquelles de la poterie Uzahama de la période Kaizuka a été collectée:15.

### Grotte Āmanchu-gama
(japonais : アーマンチュガマ) Adresse : 904-0112 Chatan, Aza Hamagawa 117-5, 117-54 (loc. 26° 19′ 41″ N, 127° 44′ 59″ E)

Ossements humains (au moins trois crânes), période inconnue.

### Grotte Matayoshigwā-gama
(japonais : 又吉グァーガマ) Adresse : 904-0106 Chatan, Aza Tamagami. Actuellement dans le Camp Foster (loc. 26° 18′ 48″ N, 127° 46′ 44″ E)

Site archéologique de la seconde guerre mondiale : grotte naturelle ayant servi d’abri antiaérien pour les civils.

### Grotte Ukinju-gama
(japonais : ウキンジュガマ（受水洞穴）) Adresse : 904-0103 Chatan, Aza Kuwae. (loc. 26° 19′ 36″ N, 127° 46′ 25″ E)

Site en relation avec la seconde guerre mondiale, la grotte a servi d’abri antiaérien pour les civils de la zone. Plus d’une centaine de personnes se sont cachées à l’intérieur. L’un des habitants, qui avait travaillé à Hawaii, a été capable d’expliquer aux soldats américains à l’extérieur que la grotte était uniquement occupée par des civils et ils n’ont pas été tués.

### Gusuku d’Ichi
(japonais : 池グスク) (loc. 26° 18′ 38″ N, 127° 45′ 49″ E) 

### Lieu de découverte de fossiles de cerfs
(japonais : 鹿化石出土地) Adresse: 904-0105 Chatan, Aza Yoshihara, Tōbaru (loc. 26° 19′ 12″ N, 127° 46′ 41″ E)

Trois fragments de fossiles d’os de cerfs trouvés dans la section d’une falaise de calcaire dégagée par la construction d’une route. Le site a probablement été détruit par les travaux car les études subséquentes n’ont pas pu trouver d’autres fossiles:21.

### Site archéologique d’Agarimutibaru
(japonais : 東表原遺跡) Adresse : 904-0116 Chatan, Aza Chatan, Agarimutibaru 502. Actuellement dans le Camp Foster  (loc. 26° 18′ 06″ N, 127° 46′ 07″ E)

Vestiges d’un habitat du Kaizuka Ancien Phases IV et V, découverts pendant un projet de sondages archéologiques. Les vestiges incluent des foyers, des trous de poteaux et de la poterie. Les niveaux supérieurs correspondent aux vestiges du village de la période moderne ryūkyūane.

### Site archéologique d’Aniyabaru
(japonais : 安仁屋原遺跡) Adresse : 904-0117 Chatan, Aza Kitamae, Aniyabaru. Actuellement dans le Camp Foster (loc. 26° 17′ 39″ N, 127° 45′ 41″ E)

Vestige d’habitat des périodes moderne et contemporaine.

### Site archéologique d’Aragusuku-shichabaru No.2
(japonais : 新城下原第二遺跡) Adresse : 904-0117 Chatan, Aza Kitamae, Aniyabaru 348. Actuellement dans le Camp Foster (loc. 26° 17′ 39″ N, 127° 45′ 48″ E)

Site comportant des occupations de la période Kaizuka, de la période Gusuku et des périodes modernes et contemporaines. Il comporte un amas coquillier du Kaizuka Ancien Phase I, des caches de cônes du Kaizuka Récent et des rizières des périodes Gusuku, moderne et contemporaine.

### Site archéologique de Kumuibaru
(japonais : 小堀原遺跡) Adresse : 904-0103 Chatan, Aza Kuwae 226 (loc. 26° 19′ 15″ N, 127° 45′ 44″ E)

Le site inclut deux phases d’occupation, avec un habitat des Xe au XIIe siècle (période Gusuku) incluant des habitations et des greniers à plancher surélevé, et des contextes du Kaizuka Récent (trous de poteaux, poterie, outils lithiques, coquillages, os animaux),.

### Site archéologique de Kushibaru
(japonais : 後原遺跡) Adresse : 904-0107 Chatan, Aza Ōmura, Kushibaru. Actuellement dans le Camp Foster (loc. 26° 18′ 25″ N, 127° 46′ 18″ E)

Des sondages archéologiques ont révélé la présence de dépôts des périodes Gusuku, moderne et contemporaine. Les découvertes principales incluent du céladon, du grès thaïlandais et du grès ryūkyūan.

### Site archéologique de Kushikanikubaru
(japonais : 後兼久原遺跡) Adresse : 904-0103 Chatan, Aza Kuwae, Kushikanikubaru. Actuellement partiellement dans le Camp de Kuwae (loc. 26° 19′ 12″ N, 127° 45′ 53″ E)

Habitat de la période Gusuku, les vestiges incluent des habitations, des greniers à plancher surélevé, des champs, des foyers, des silos-fosses et des tombes à inhumation. Le site a livré de la poterie, de la porcelaine blanche, du céladon, de la porcelaine bleue-et-blanche, du verre, des couteaux, des clous, des pièces de monnaie, ainsi que des coquillages et des os d'animaux. Il a été déterminé pendant les fouilles que le « dépotoir archéologique de Kuwae », qui avait été identifié préalablement, faisait en fait partie de ce site,.

### Site archéologique de la grotte de Kumayā
(japonais : クマヤ―洞穴遺跡) Adresse : 904-0111 Chatan, Aza Sunabe, Son'naibaru 49 (loc. 26° 19′ 56″ N, 127° 44′ 51″ E)

Grotte naturelle à Sunabe. La grotte mesure environ 40 mètres de long et a servi d’abri antiaérien pour environ trois cent personnes pendant la seconde guerre mondiale. Elle a également livré de vestiges du Kaizuka Ancien Phase II (poterie et ossements humains), Phase IV (poterie), Phase V (poterie et ossements humains), de la période Gusuku (céladon et porcelaine blanche, épée courte, perles en verre et pointes de flèches en fer) et de la période moderne (utilisation en tant que tombe). 

L’occupation principale est celle du Kaizuka Ancien Phase V, pendant laquelle elle sert de tombe collective pour plusieurs centaines d’individus. Le mobilier inclut une large quantité de poterie, des bracelets et pendentifs en coquillages et des fragments de perles en jade. 

Le mobilier de la période Gusuku inclut plusieurs bols et brûle-encens en céladon et porcelaine blanche de très haute qualité, suggérant que la grotte était devenue un site sacré:14-15.

### Site archéologique de Maehara-furujima A
(japonais : 前原古島Ａ遺跡) Adresse : 904-0103 Chatan, Aza Kuwae, Kuwaebaru 60-62. Actuellement dans le Camp de Kuwae (loc. 26° 19′ 02″ N, 127° 45′ 48″ E)

Vestiges d’un ancien village daté de la période moderne par la présence de céramique Kina. Les découvertes principales sont du grès et des os d'animaux.:21.

### Site archéologique de Maehara-furujima B
(japonais : 前原古島Ｂ遺跡) Adresse: 904-0103 Chatan, Aza Kuwae, Mēbaru 1018. Actuellement dans le Camp de Kuwae (loc. 26° 18′ 54″ N, 127° 45′ 46″ E)

Vestiges d’un ancien village comprenant un niveau d’occupation ayant livré du céladon en dessous de celui de l’époque moderne qui a livré de la céramique Tsuboya et Kina:21.

### Site archéologique de Nnifushibaru
(japonais : 稲干原遺跡) Adresse : 904-0117 Chatan, Aza Kitamae, Nnifushibaru 643. Actuellement dans le Camp Foster (loc. 26° 17′ 56″ N, 127° 46′ 04″ E)

Site du Kaizuka Récent qui a livré de la poterie Hamayabaru.

### Site archéologique de Senbaru
(japonais : 千原遺跡) Adresse : 904-0112 Chatan, Aza Hamagawa, Senbaru (loc. 26° 19′ 37″ N, 127° 45′ 15″ E)

Le site inclut des fossés, des trous de poteaux et des fosses des périodes moderne et contemporaine. Cette occupation récente a apparemment détruit l’occupation de la période Gusuku précédente pour laquelle il ne reste que le mobilier archéologique : céramique Kamuiyaki, porcelaine blanche et céladon. Des scories et de la terre brûlée indiquent la présence probable d’une forge à proximité. Les structures remarquables de ce site incluent une inhumation de porc et une cache de 1862 cauris, probablement stockés avant export.

### Site archéologique de Sūgābaru
(japonais : 塩川原遺跡) Adresse : 904-0116 Chatan, Aza Chatan, Sūgābaru 444. Actuellement dans le Camp Foster. (loc. 26° 18′ 26″ N, 127° 46′ 01″ E)

Site de la période Gusuku découvert pendant un projet de sondages archéologiques pendant lequel de la poterie, du céladon et des coquillages marins ont été collectés.

### Site archéologique de Sunabe Sākubaru
(japonais : 砂辺サーク原遺跡) Adresse : 904-0111 Chatan, Aza Sunabe, Kashibaru 415, 444. Actuellement partiellement dans la base aérienne de Kadena. (loc. 26° 20′ 13″ N, 127° 44′ 59″ E)

Le site inclut des niveaux d’occupation des périodes Kaizuka, Gusuku, moderne et contemporaine. L’occupation de la période Gusuku correspond à un habitat des XIIe au XIVe siècles avec un grand nombre de trous de poteaux qui correspondent à au moins huit bâtiments, dont des greniers à plancher surélevé. La plupart du mobilier collecté provient des contextes de la période Gusuku : poterie, outils lithiques, grès importé, porcelaine blanche, tuyères, scories de fer, objets en stéatite et obsidienne non travaillée. L’occupation de la période moderne correspond également à un habitat, du XVIIIe siècle:6-7.

### Site archéologique de Sunabe Ugan
(japonais : 砂辺ウガン遺跡) Adresse : 904-0111 Chatan, Aza Sunabe, Katakashibaru 524. (loc. 26° 20′ 00″ N, 127° 44′ 59″ E)

Ce site est situé dans une zone rituelle qui inclut un tun, un puits sacré et une tombe de noros. Avant les modifications du paysage effectuées après la seconde guerre mondiale, le site était connecté à la colline de l’amas coquillier de Sunabe. De la poterie gusuku a été collectée à cet endroit en 1970 mais aucune campagne archéologique n’a encore eu lieu:13.

### Site archéologique de Tamayosebaru
(japonais : 玉代勢原遺跡) Adresse : 904-0107 Chatan, Aza Ōmura, Tamēshibaru 43-44. Actuellement dans le Camp Foster. (loc. 26° 18′ 25″ N, 127° 46′ 09″ E)

Ce site correspond au centre de l’ancien village de Tamayose (Tamēshi) qui a été détruit par la construction de la base militaire. Des fouilles archéologiques en 1991 ont mis au jour une stratigraphie complexe de cinq niveaux archéologiques. Les niveaux supérieurs correspondent au village d’avant la seconde guerre mondiale, avec des vestiges de résidences et de murs de pierres. Les niveaux inférieurs correspondent à des occupations des périodes Gusuku et Kaizuka. Les niveaux de la période Gusuku ont livré de la poterie gusuku, de la céramique Kamuiyaki, du grès (grès à glaçure marron importé de Thaïlande, daté de la fin du XIVe siècle), de la porcelaine (blanche du milieu du XIVe siècle et bleue-et-blanche datée du milieu du XVe siècle), d’anciennes monnaies et des outils en coquillage. Les niveaux de la période Kaizuka ont livré de la poterie du Kaizuka Récent du début du VIIIe siècle et une variété d’outils lithiques:33-34.

### Site archéologique de Yokodakibaru
(japonais : 横嵩原遺跡) Adresse : 904-0117 Chatan, Aza Kitamae, Yokodakibaru 928. La majeure partie du site est située sur le territoire de Kitanakagusuku. Actuellement dans le Camp Foster. (loc. 26° 18′ 03″ N, 127° 46′ 28″ E)

Le site est daté de la période Gusuku. Des sondages archéologiques ont mis au jour des trous de poteaux, de la poterie, du céladon et des outils lithiques.

### Site archéologique d’Hamagawa Ugan
(japonais : 浜川ウガン遺跡)

Voir plus haut: Site archéologique d’Hamagawa Ugan

### Site archéologique d’Hanzanbaru A
(japonais : 平安山原Ａ遺跡) (loc. 26° 19′ 32″ N, 127° 45′ 21″ E)

Site situé à l’emplacement de l’ancien village d'Hanzan, avec une concentration de vestiges des périodes moderne et contemporaine. Les artéfacts remarquables incluent des fragments d’un miroir en bronze de la dynastie Tang qui appartenait probablement à une prêtresse Noro. Le site a également fourni du mobilier des périodes Gusuku et Kaizuka,.

### Site archéologique d’Hanzanbaru B
(japonais : 平安山原Ｂ遺跡) (loc. 26° 19′ 32″ N, 127° 45′ 25″ E)

Hanzanbaru B est situé à l’emplacement d’une usine sucrière d’avant la seconde guerre mondiale. Sous les vestiges de l’usine, les fouilles ont révélé les traces de quatre bâtiments de la période Gusuku (XIIe siècle) ainsi que des groupes de trous de poteaux attribués au Kaizuka Récent, avec les vestiges de la période Gusuku sur les terres hautes et ceux de la période Kaizuka sur les terres basses.

### Site archéologique d’Hanzanbaru C
(japonais : 平安山原Ｃ遺跡) (loc. 26° 19′ 30″ N, 127° 45′ 25″ E)

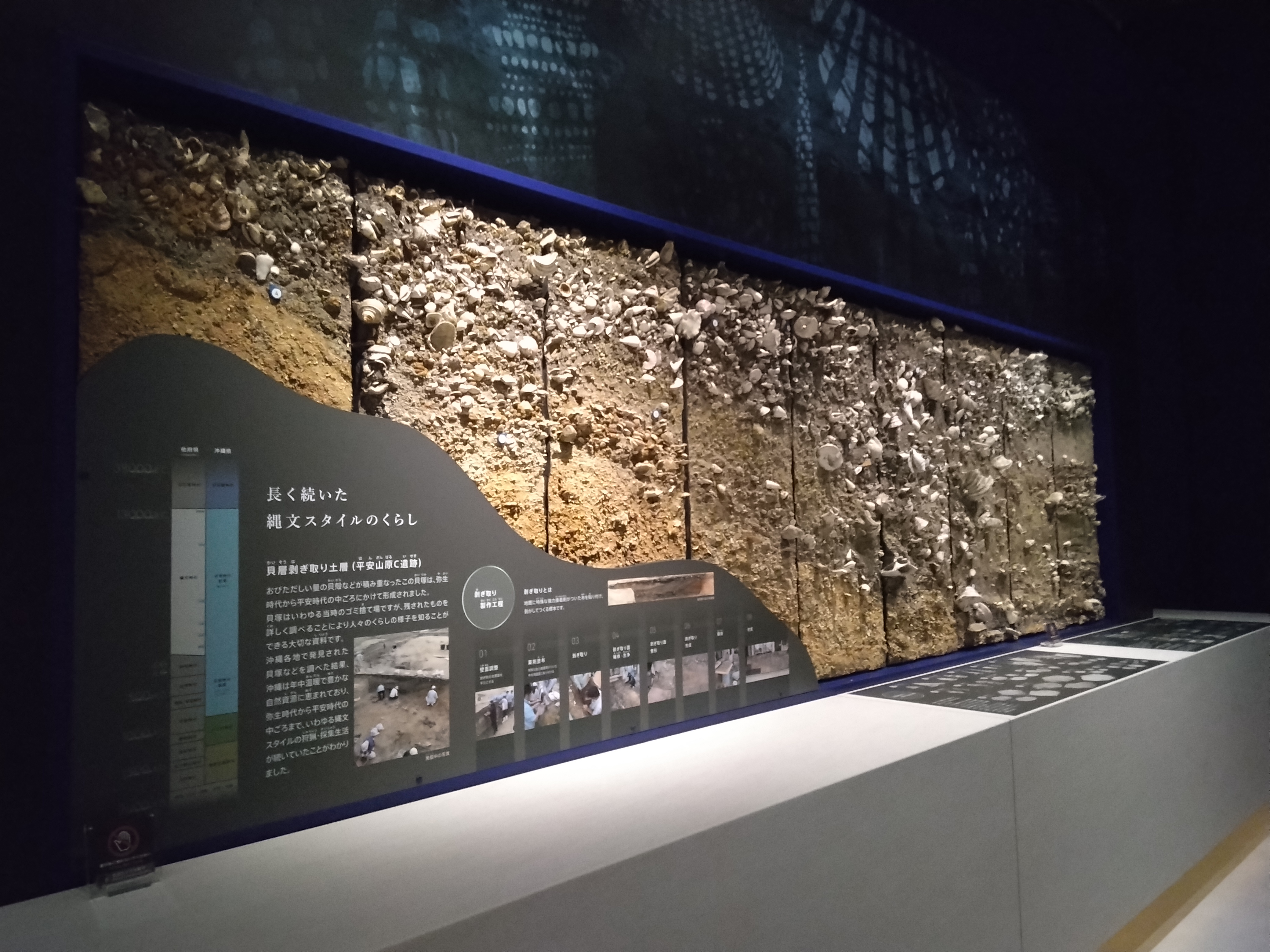
Stratigraphie d’Hanzanbaru C

Vestiges du village habité jusqu’à la seconde guerre mondiale (périodes moderne et contemporaine), comportant des murs de pierres et des fossés d’irrigation. En dessous des niveaux des périodes contemporaine, moderne et Gusuku, un amas coquillier du Kaizuka Récent a également été fouillé, qui a livré une grande quantité de poterie.

### Site archéologique d’Ireibaru
(japonais : 伊礼原遺跡) (loc. 26° 19′ 27″ N, 127° 45′ 30″ E)

### Site archéologique d’Ireibaru B
(japonais : 伊礼原Ｂ遺跡) (loc. 26° 19′ 23″ N, 127° 45′ 27″ E)

Site a stratigraphie complexe incluant plusieurs phases d’occupation des périodes Kaizuka, Gusuku et moderne, avec une séquence céramique complète de la Phase II à la Phase IV du Kaizuka Ancien. Les découvertes principales incluent de la poterie, des os animaux et humains, des outils lithiques et du céladon ,:18-20.

### Site archéologique d’Ireibaru D
(japonais : 伊礼原Ｄ遺跡) (loc. 26° 19′ 27″ N, 127° 45′ 27″ E)

Vestiges d’un habitat de la période Gusuku,.

### Site archéologique d’Ireibaru E
(japonais : 伊礼原Ｅ遺跡) (loc. 26° 19′ 21″ N, 127° 45′ 34″ E)

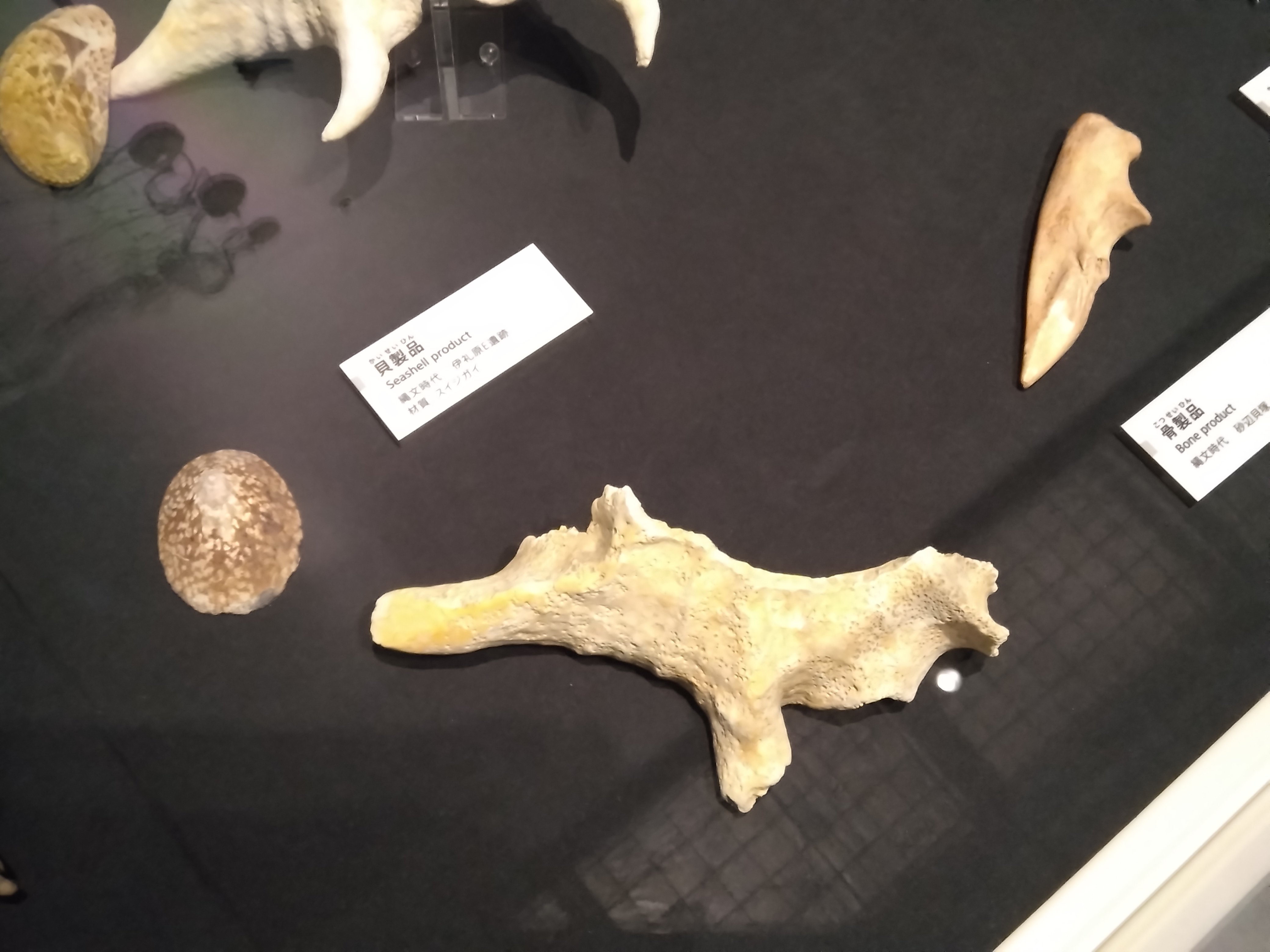
Outil en coquillage provenant d’Ireibaru E

Vestiges d’habitats des périodes Kaizuka, Gusuku et moderne,,.

### Site archéologique d’Iri-īmuibaru
(japonais : 伊礼伊森原遺跡) Actuellement dans la base aérienne de Kadena (loc. 26° 19′ 46″ N, 127° 45′ 59″ E)

Vestiges de champs en terrasses avec des murs de retenue datés du XIIe au XVIe siècles. Le site inclut également les vestiges de plusieurs foyers et pièges-fosses, fosses et trous de poteaux. Les principales découvertes incluent de la poterie, du grès, des outils lithiques, des outils en fer et en autres métaux, ainsi que des graines, conservées en contexte humide.

### Site archéologique d’Ufudōbaru A
(japonais : 大道原Ａ遺跡) Adresse : 904-0116 Chatan, Aza Chatan, Ufudōbaru 983, 992. Actuellement dans le Camp Foster. (loc. 26° 18′ 01″ N, 127° 46′ 15″ E)

Site de la période Gusuku découvert lors d’une campagne de sondages archéologiques. De la poterie gusuku a été collectée. Il est probable que la majeure partie du site se trouve actuellement sous des bâtiments dela base militaire:34.

### Site archéologique d’Ufudōbaru B
(japonais : 大道原Ｂ遺跡) Adresse: 904-0116 Chatan, Aza Chatan, Ufudōbaru 993. Actuellement dans le Camp Foster. (loc. 26° 18′ 00″ N, 127° 46′ 17″ E)

Site situé un niveau plus haut sur la même colline qu’Ufudōbaru A et découvert également pendant une campagne de sondages archéologiques. Le site est très perturbé, partiellement détruit. Il a livré de très petits tessons de poterie kaizuka et des fragments de bois:34.

### Site archéologique d’Ufudōbaru C
(japonais : 大道原Ｃ遺跡) Adresse : 904-0116 Chatan, Aza Chatan, Ufudōbaru 1080. Actuellement dans le Camp Foster. (loc. 26° 17′ 54″ N, 127° 46′ 24″ E)

Site découvert lors d’une campagne de sondages archéologiques, présence de poterie gusuku et de vestiges d’un village de la période moderne.

### Site archéologique d’Ufudōbaru D
(japonais : 大道原Ｄ遺跡) Adresse : 904-0116 Chatan, Aza Chatan, Ufudōbaru 920. Actuellement dans le Camp Foster. (loc. 26° 18′ 03″ N, 127° 46′ 07″ E)

Site découvert lors d’une campagne de sondages archéologiques, présence de poterie du Kaizuka Ancien Phases IV et V. La majeure partie du site est actuellement située sous les bâtiments de la base militaire.

### Site de la batterie navale d’Ukamajī
(japonais : ウカマジー海軍砲台跡) Adresse : 904-0112 Chatan, Aza Hamagawa 252. Actuellement dans la base aérienne de Kadena. (loc. 26° 20′ 08″ N, 127° 45′ 30″ E)

Fondations pour la batterie et tunnels construits pour la marine japonaise vers janvier 1945. Le site se trouve actuellement dans le parcours de golf de la base aérienne de Kadena, les tunnels sont en partie effondrés. Le panneau explicatif installé par les forces américaines indique qu’il s’agit de l’emplacement d’un hôpital de campagne, mais le site incluait uniquement neuf canons, un entrepôt souterrain pour les munitions et un poste d’observation.

### Site du naufrage de l’Indian Oak
(japonais : インディアン・オーク号の座礁地) (loc. 26° 18′ 31″ N, 127° 44′ 59″ E)

Site archéologique sous-marin à l’emplacement du naufrage de l’Indian Oak (en) , un vaisseau de la Compagnie des Indes Orientales qui s’est échoué le 14 août 1840. Le site inclut de grandes quantités de porcelaine, grès, bouteilles de vin et des éléments métalliques du vaisseau:22-24.

### Site du poste de garde de Chatan Banju
(japonais : 北谷番所址) Adresse : 904-0116 Chatan, Aza Chatan, Chatanbaru 4. Actuellement dans le Camp Foster (loc. 26° 18′ 27″ N, 127° 45′ 52″ E)

Le poste de garde a été créé au XVe siècle et a probablement remplacé le gusuku de Chatan dans son rôle administratif, puisque le château semble inoccupé après cette date. Il a livré de la porcelaine importée et du grès à glaçure marron. Il était inclut dans l’école primaire de Kitatama avant la seconde guerre mondiale. Un pont en pierre avec des arches, mentionné dans la « stèle de la rénovation des ponts de  Ichigusuku-bashi et Gusuku-bashi » était situé à proximité, mais a été détruit juste avant la guerre:32.

### Site du poste de surveillance anti-attaques aériennes de Kadena
(japonais : 嘉手納防空監視哨跡) Adresse : 904-0112 Chatan, Aza Hamagawa 271. Actuellement dans la base aérienne de Kadena (loc. 26° 19′ 46″ N, 127° 45′ 10″ E)

Site archéologique datant de la seconde guerre mondiale, incluant les fondations du poste de surveillance et une partie de la barrière.

### Site du village de Shichashīdu
(japonais : 下勢頭集落跡) Adresse : 904-0112 Chatan, Aza Hamagawa, Shichashīdubaru. Actuellement dans la base aérienne de Kadena. (loc. 26° 19′ 58″ N, 127° 45′ 32″ E)

Vestiges des murs de pierres d’une résidence d’avant la seconde guerre mondiale,  fūru (latrines-porcherie).

### Site du village d’Hanja-nu-wī
(japonais : 平安山ヌ上集落跡) Adresse : 904-0112 Chatan, Aza Hamagawa. Actuellement dans la base aérienne de Kadena (loc. 26° 19′ 53″ N, 127° 45′ 18″ E)

Village yādui encore habité pendant la seconde guerre mondiale. Le site inclut les vestiges de plusieurs résidences et routes, ainsi que de l’école normale de Chatan, qui a été utilisée jusqu’à la seconde guerre mondiale,.

### Sites archéologiques de Chatan Gusuku
(japonais : 北谷城遺跡群) Adresse : 904-0107 Chatan, Aza Ōmura, Gusukubaru (loc. 26° 18′ 33″ N, 127° 45′ 59″ E)
Groupe de douze sites de différentes périodes situés sur la colline du gusuku de Chatan : tombe de Kaniman Aji, tombe de  Yō Shiho Sashiki Chikudun Kōdō, tombe de Chatan Maushi, deux tombes sans nom sur la falaise surplombant la rivière Shirahi-gawa, un dépotoir de poterie Fensa-kasō (Kaizuka Récent), un dépotoir comportant de la poterie de la période Kaizuka et du grès de la période moderne en relation avec la source Sū-gā, l’ancien village de Rindō (Chatan Gusuku Site No. 7), un dépotoir au pied de la falaise sous les première, deuxième et troisième enceintes du gusuku avec de la poterie du Kaizuka Récent et de la période Gusuku, ainsi qu’une grande quantité de céladon, un dépotoir du Kaizuka Ancien Phase III dans la partie nord-est du gusuku, un dépotoir avec de la poterie du Kaizuka Récent et des coquillages marins dans la partie sud-est du gusuku et l’amas coquillier de Chatan Gusuku dans la partie est du gusuku. Il y a également au moins cinq tunnels creusés par les forces japonaises pendant la seconde guerre mondiale:24-29.

### Tombe ancienne d’Ijisakubaru
(japonais : 伊地差久原古墓) Adresse : 904-0103 Chatan, Aza Kuwae, Ijisakubaru 841. Actuellement dans le Camp de Kuwae (loc. 26° 18′ 57″ N, 127° 45′ 55″ E)

Des sondages ouverts sur la pente sud de la colline ont révélé la présence de murs de pierres et un ancien sol d’occupation associé avec la tombe. Des tessons de grès à glaçure marron, importé du sud de la Chine, ont daté la construction de la tombe d’avant le XVIIIe siècle:22.

### Tombes Jōmīchā (tombes à trois portes)

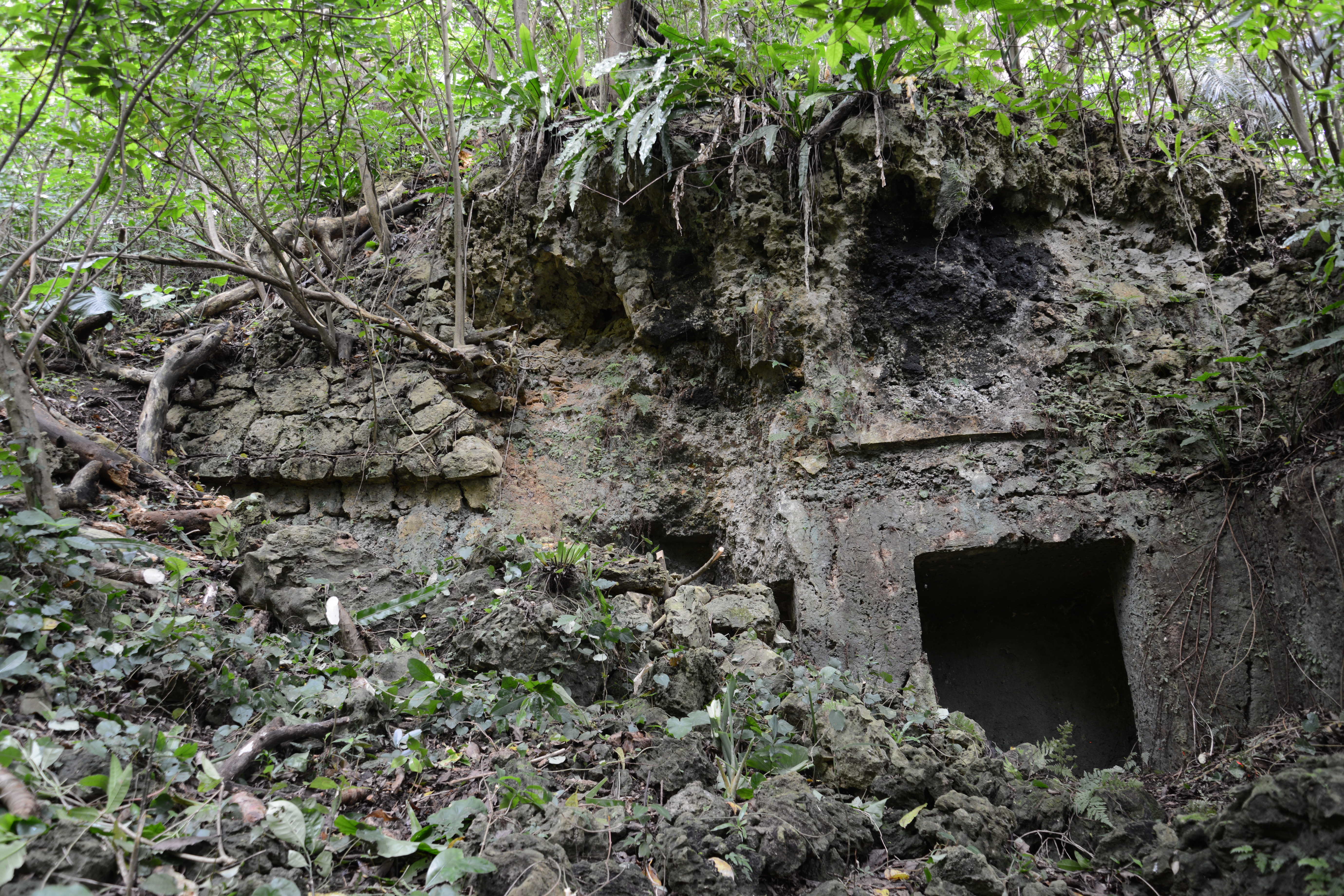
Tombe Jōmīchā

(japonais : ジョーミーチャー古墓) Actuellement dans le Camp de Kuwae (loc. 26° 19′ 19″ N, 127° 45′ 48″ E)

Tombes anciennes creusées dans la falaise, avec trois entrées.

### Vestiges de rizières de Takabushibaru
(japonais : 高畔原水田跡) Adresse : 904-0116 Chatan, Aza Chatan, Takabushibaru. Actuellement dans le Camp Foster. (loc. 26° 18′ 02″ N, 127° 46′ 04″ E)
Vestiges de rizières datées des périodes moderne et contemporaine, découverts pendant une série de sondages archéologiques.